# درمان شوپنهاور
درمان شوپنهاور اثر اروین د. یالوم رمانی نوشته شده بر محور دیدگاه‌های روانشناسی می‌باشد که در سال ۲۰۰۵ منتشر شده است.
کتاب روایت زندگی روان‌پزشکی که به بیماری سرطان بدخیم پوست مبتلا شده است. وی پس از وقفه کوتاهی جلسات روان‌درمانی گروهی خود را ادامه می‌دهد تا تسلیم هراس از مرگ نشود. در این رهگذر نظرات آرتور شوپنهاور فیلسوف بزرگ مطرح می‌شود.

## درباره کتاب
یالوم در رمان درمان شوپنهاور تصور می‌کند که فیلسوف معاصری به نام فیلیپ که فردی منزوی و به‌نوعی رونوشت شوپنهاور است، به یکی از گروه‌های درمانی روان‌درمانگر مشهوری به نام ژولیوس وارد می‌شود که خود به دلیل رویارویی ناگهانی با سرطان ـ و مرگ خویش ـ به مرور دوباره‌ی زندگی و کارش نشسته است. فیلیپ آرزو دارد با به‌کارگیری اندیشه‌های شوپنهاور، به یک مشاور فلسفی بدل شود و برای این منظور نیازمند سرپرستی ژولیوس است. ولی ژولیوس می‌خواهد به کمک اعضای گروه به فیلیپ/شوپنهاور بقبولاند که این ارتباط انسانی است که به زندگی معنا می‌بخشد، کاری که هیچ‌کس برای شوپنهاور تاریخی نکرد.
بریده ای از کتاب:
این موضوع اغلب مورد توجه قرار گرفته که سه انقلاب عمده‌ی فکری بشر، ایده‌ی محوریت انسان را تهدید کرده است. اول، کوپرنیک نشان داد که زمین آن مرکزی نیست که همه‌ی اجرام آسمانی به دورش می‌گردند. بعد داروین روشن کرد که ما کانون زنجیره‌ی حیات نیستیم، بلکه مانند سایر موجودات، از تکامل اَشکال دیگر حیات به وجود آمده‌ایم. سوم، فروید نشان داد که ارباب خانه‌ی خودمان نیستیم؛ به این معنا که بیشتر رفتار ما تابع نیروهایی خارج از آگاهی ماست. شکی نیست که آرتور شوپنهاور در این انقلاب فکری، نقشی برابر فروید داشت ولی هرگز به تأثیر او اذعان نشد زیرا شوپنهاور مدت‌ها پیش از تولد فروید، فرض را بر این قرار داده بود که نیروهای زیست‌شناختی ژرفی بر ما حاکمند ولی ما خود را می‌فریبیم و فکر می‌کنیم خودمان آگاهانه فعالیت‌هایمان را برمی‌گزینیم. (از ترجمه خانم سپیده حبیب، صفحه 297)

## ترجمه‌ها
این کتاب در ایران توسط افراد متفاوتی ترجمه شده و مورد استقبال قرار گرفته است:
- سپیده حبیب. تهران: نشر قطره، ۱۳۹۱.
- حمید طوفانی و زهرا حسینیان، مشهد: انتشارات ترانه، ۱۳۹۱.
- کیومرث پارسای. تهران: انتشارات مصدق، ۱۳۹۴.[۲]
- مرجان معتمد حسینی. نشر نوای مکتوب. ۱۳۹۶.

## نقد و نظر
یالوم اول بار، با همین گروه درمانی و کتابِ درخشانش با عنوان روان درمانی گروهی، دینِ خودش را به این حوزه ادا کرده بود ولی همانطور که خودش ابراز می‌کند، آن کتاب به زوایای حرفه‌ای گروه‌درمانی پرداخته بود و درمان شوپنهاور روابط انسانی دخیل در گروه را آشکار می سازد.